# Hawkingstraling
Hawkingstraling of Bekenstein-Hawkingstraling is straling die een zwart gat ten gevolge van kwantumeffecten uitzendt. Deze straling is genoemd naar Stephen Hawking die de theoretische onderbouwing leverde. Jacob Bekenstein is de natuurkundige die voorspelde dat zwarte gaten een temperatuur hebben die boven het absolute nulpunt ligt en dat ze entropie hebben.
In 1975 publiceerde de Britse fysicus Stephen Hawking berekeningen waaruit dit bleek. Tot dan toe dacht men dat de enorme zwaartekracht van een zwart gat dit onmogelijk maakt. Een zwart gat bleek niet helemaal zwart. De straling, genoemd naar de ontdekker, vormt de eerste ontdekking op het gebied van de kwantumzwaartekracht. Wel blijven er theoretische problemen aan kleven.

## Temperatuur en zwarte straling
Hawking toonde aan dat zwarte gaten door kwantumeffecten zwarte straling kunnen uitzenden. Zwarte straling is de karakteristieke warmtestraling die een ideaal voorwerp, een zogenaamd zwart lichaam, uitzendt bij een bepaalde temperatuur. Volgens Hawkings berekening stemt de straling uit een zwart gat overeen met die van een gewone zwarte straler. Als de massa van een zwart gat bekend is, volgt de bijbehorende karakteristieke temperatuur meteen: deze is omgekeerd evenredig met de massa. Ook de uitgezonden energie volgt deze evenredigheid. Omdat energieverlies gelijkstaat aan massaverlies via de formule van Einstein E = mc2 wordt het gat lichter. Daardoor loopt de temperatuur op en verdampt het zwarte gat steeds sneller. Toch is de hawkingstraling uit een zwart gat van ster- of sterrenstelselgrootte verwaarloosbaar klein. Zelfs gedurende de gehele leeftijd van het heelal kan slechts een zeer kleine hoeveelheid energie op deze manier uit zo'n gat weglekken. Anderzijds zou een klein zwart gat theoretisch als energiebron kunnen dienen.

## Voorbeelden
Een zwart gat met ongeveer de massa van de zon (2,0 × 1030 kg) en een straal van 3 kilometer heeft een zeer lage bijbehorende temperatuur van 60 nanokelvin (60 nK). Daardoor zou het alleen al aan kosmische achtergrondstraling van 2,7 K veel meer energie absorberen dan dat het uitzendt. Afgezien van deze absorptie zou het, mits het niet meer 'gevoed' wordt, 2 × 1076 jaar duren tot volledige verdamping.
En een  zwart gat met een straal van 0,07 mm en een massa van 4,5 × 1022 kg (60% van de massa van de maan), straalt als het niet gevoed wordt als een zwart lichaam met een temperatuur van 2,7 K. Zo wordt er evenveel energie geabsorbeerd als uitgezonden. Nog kleinere, dus lichtere zwarte gaten die definitief niet meer 'gevoed' worden, zenden meer straling uit dan ze ontvangen en verdampen daardoor meer en meer. Bijvoorbeeld een zwart gat van 1011 kg, met bijbehorende temperatuur van 1,2 × 1012 K, dat bij de oerknal is ontstaan, is na 2,7 × 109 jaar geheel verdampt en bestaat inmiddels niet meer.

## Verklaring
Hawkingstraling wordt in het algemeen verklaard met virtuele deeltjes. Door kwantumvacuümfluctuaties ontstaan paren van virtuele deeltjes (deeltjes met hun antideeltjes) nabij de waarnemingshorizon van het zwarte gat. Het kan zijn dat een van beide deeltjes in het gat valt, en daarbij voldoende energie opdoet om het paar reëel (niet-virtueel) te maken. Als dan het andere deeltje aan de zwaartekracht van het zwarte gat weet te ontsnappen, lijkt het van buiten af gezien, alsof het deeltje door het zwarte gat is uitgezonden. Dat deeltje neemt dan een deel van de energie van het deeltjespaar met zich mee.

## Experimentele waarneming
Om dit effect waar te nemen is in het algemeen de zwaartekracht te klein. Maar in 2010 beweerden onderzoekers dat ze in hun laboratorium een "white hole event horizon" gerealiseerd hebben die deze straling uitzond. Sommige onderzoekers voorspellen dat hawkingstraling waargenomen kan worden bij sonische zwarte gaten, waarin de fononen een soortgelijk gedrag als fotonen bij een zwart gat zouden vertonen.